# Johann Jakob Bernhardi
Johann Jakob Bernhardi (Erfurt, 1º settembre 1774 – Erfurt, 13 maggio 1850) è stato un medico e botanico tedesco.

## Biografia
Johann J. Bernhardi ha studiato Medicina e Botanica all'Università di Erfurt e dopo la laurea ha praticato medicina per un periodo nella sua città natale. Nel 1799 fu nominato direttore del giardino botanico di Gartenstraße e nel 1809 fu nominato professore di botanica, zoologia, mineralogia e materia medica all'università. Ha lavorato come direttore del giardino botanico fino alla sua morte nel 1850, venendo poi sepolto nel viale centrale dello stesso giardino.
Nel corso della sua vita grazie ad acquisizioni e scambi con altri botanici, ha assemblato un notevole erbario di 60 000 piante con esemplari provenienti da Nord America, Sud America, Asia e Africa. Dopo la sua morte questo erbario non rimase in Germania ma fu comprato da George Engelmann che, nel 1857, poco dopo la morte di Bernhardi, acquistò l'erbario completo per un importo di 600 dollari per conto di Henry Shaw, fondatore del Giardino Botanico di Missouri negli Stati Uniti. Da quel momento si è convertito nel nucleo centrale della collezione e nel principio di quello che sarebbe divenuto il Missouri Botanical Garden, che contiene oltre 6,2 milioni di esemplari e una biblioteca con oltre 120 000 volumi di botanica.
Johann J. Bernhardi ha studiato e descritto diverse specie di orchidee, tra cui la Epipactis atrorubens. Ha descritto una specie di rosa senza spine, la Rosa × francofurtana, trovata nel giardino della casa di Johann Wolfgang von Goethe a Weimar. Il genere Bernhardia della famiglia delle Psilotaceae è stato chiamato così in suo onore.
È stato direttore del Thüringischen Gartenzeitung (rivista di giardinaggio della Turingia) e dell'Allgemeinen deutschen Gartenmagazin (Rivista Generale Tedesca per il Giardino). La strada Jacob-Bernhardi-Straße a Erfurt è stata nominata così in suo onore.

## Pubblicazioni
- Catalogus plantarum horti Erfurtensis, 1799.
- Systematisches Verzeichnis der Pflanzen, welche in der Gegend um Erfurt gefunden werden, 1800 - Catalogo sistematico di piante che si trovano nelle vicinanze di Erfurt.
- Anleitung zu Kenntnis der Pflanzen, 1804 - Manuale di istruzioni botanico.
- Beobachtungen über Pflanzengefäße, 1805 - Osservazioni che coinvolgono fioriere.
- Ueber den Begriff der Pflanzenart und seine Anwendung, 1835 - Sul concetto di "specie" e la sua applicazione.